# Maria Guida
Pour les articles homonymes, voir Guida (homonymie).
Maria Guida (née le 23 janvier 1966 à Vico Equense) est une athlète italienne, spécialiste du fond et du marathon.

## Biographie
Maria Guida remporte la médaille d'or lors des championnats d'Europe à Munich en 2002 (record des championnats actuel).

## Meilleurs temps
- 3 000 m - 8 min 54 s 59 (1994)
- 5 000 m - 14 min 58 s 84(1996)
- 10 000 m - 31 min 27 s 82(1995)
- Demi-marathon - 1 h 09 min 00 s h (2000)
- Marathon - 2 h 25 min 57 s (1999)